# Booking Holdings
Booking Holdings（NASDAQ：BKNG），透過該集團旗下六個品牌：booking.com、Priceline.com、Agoda、客涯、rentalcars.com以及OpenTable， 提供消費者與當地廠商旅遊相關服務的線上供應商。Booking Holdings在總共超過200個以上的國家營運，並支援美洲、歐洲、亞洲、中東地區等超過40種語言。
Booking Holdings的前身是Priceline集團，到2018年二月正式改名。

## 歷史
1997年，Priceline.com透過「Name Your Own Price 」的競標模式開始旅遊網站。1999年，Priceline集團進行了IPO，首日便募得了129億的市值，為歷史上最高紀錄。 同年，他們嘗試用同樣的競標模式銷售如雜貨、里程、房地產等產品與服務，不過隔年便停止此項業務。2002年，Jeff Boyd被指名為CEO，直到2013年才轉任董事会主席。
2014年四月，Priceline.com 股份有限公司更名为Priceline集團，以呼應公司以旗下獨立的各品牌。 2014年，Darren Huston接任Jeff Boyd，被指名為Priceline集團之執行長。2016年四月Jeff Boyd回报Priceline集團之執行長。
2018年2月22日全球最大的在線旅遊集團Priceline Group宣布，公司更名為Booking Holdings Inc。更名後，公司總部將繼續留在美國康涅狄格州的Norwalk。公司股票代碼將更換為“BKNG”，2月27日生效。

## 併購
2004年，Priceline.com透過收購Travelwen以及Active Hotels的主要股權進入了飯店零售領域。2005年，Priceline集團收購Booking.com（缤客）並將之與Active Hotels合併。Priceline集團於2007年收購雅高達。 2010年，他們收購跨國汽車租賃服務商TravelJigsaw（今為rentalcars.com） 而KAYAK則是於2013年被收購。 2014年，Priceline集團以26億的現金收購了OpenTable。 而Priceline集團也是 Group also owns Corporate Flights.

## 外部連結
- Booking Holdings官方網站（页面存档备份，存于）